# Communistische Partij van de Werkers van Spanje
De Communistische Partij van de Werkers van Spanje (Spaans: Partido Comunista de los Trabajadores de España, afgekort PCTE) is een marxistisch-leninistische communistische partij in Spanje. De PCTE werd opgericht op 3 maart 2019 als gevolg van een splitsing van de Communistische Partij van de Volkeren van Spanje (PCPE).

## Geschiedenis
De splitsing tussen de PCTE en de PCPE was het resultaat van langdurige interne conflicten en onenigheden binnen de Communistische Partij van de Volkeren van Spanje (PCPE). Deze spanningen escaleerden tijdens de plenaire vergadering van het Centraal Comité in april 2017, waaruit bleek dat er in de praktijk twee verschillende organisaties opereerden onder dezelfde naam en symbolen, maar met verschillende politieke en uitvoerende organen, publicaties, en leiders.
Deze dubbelhartigheid veroorzaakte toenemende problemen voor het politieke werk van de partij en leidde tot het ontstaan van ideologische verschillen. De meerderheid van de PCPE-leden en commissies klaagde over afwijkingen binnen de partij, wat uiteindelijk leidde tot de beslissing om de partij op te splitsen.
Een politieke oplossing voor de crisis werd nagestreefd om te voorkomen dat burgerlijke rechtbanken de toekomst van de partij zouden bepalen. Echter, sommige leden verkozen hun legitimiteit via juridische wegen te verkrijgen, wat resulteerde in verdere verdeeldheid.
Internationaal gezien creëerde het bestaan van twee partijen met dezelfde naam verwarring en moeilijkheden binnen de Internationale Communistische Beweging. Tijdens de Internationale Vergadering van Communistische en Arbeiderspartijen in 2018 werd erkend dat er twee PCPE's bestonden en werd verzocht dat een van beide partijen haar naam zou wijzigen om de situatie op te lossen.
Uiteindelijk besloot de PCPE op 3 maart 2019 de partijnaam te wijzigen naar de Communistische Partij van Arbeiders van Spanje (PCTE).
De PCTE nam deel aan de Spaanse parlementsverkiezingen van april 2019, waarbij ze 14.189 stemmen behaalden (0,05%). Tijdens de Europese parlementsverkiezingen van 2019 kreeg de partij 19.081 stemmen (0,09%). Daarnaast behaalde de partij twee zetels in de gemeente Degaña.